# Discographie de Chris Cornell
Ceci est la discographie de Chris Cornell, un auteur-compositeur-interprète américain. Cette liste n'inclut pas les titres enregistrés par Cornell avec les groupes Soundgarden, Temple of the Dog et Audioslave, dont il était le chanteur et le guitariste rythmique. Ses quatre albums studio solo sortis de son vivant sont Euphoria Morning (1999), Carry On (2007), Scream (2009) et Higher Truth (2015). Un cinquième album, No One Sings Like You Anymore, Vol. 1 sort à titre posthume en  2020. Ses deux albums de compilation (dont le deuxième à titre posthume) sont The Roads We Choose – A Retrospective (en) (2007) et Chris Cornell (en) (2018). Il publie un album live, intitulé Songbook en 2011.
Cornell a composé une dizaine de chansons pour des bandes originales de film et a sorti dix-neuf singles. Avec Soundgarden, il a sorti six albums, huit EPs et six compilations. Il a sorti trois albums avec Audioslave et un avec Temple of the Dog. Cornell a également coproduit l'album Uncle Anesthesia (en) de Screaming Trees en 1991.

## Albums

### Albums studio
| Année | Titre                                 | Détails                                                                                   | Classements | Classements | Classements | Classements | Classements | Classements |  |
| Année | Titre                                 | Détails                                                                                   | US          | AU          | CA          | DE          | UK          | FR          |  |
| ----- | ------------------------------------- | ----------------------------------------------------------------------------------------- | ----------- | ----------- | ----------- | ----------- | ----------- | ----------- |  |
| 1999  | Euphoria Morning                      | - Sortie : 21 septembre 1999 - Label : Interscope Records - Format : LP, CD               | 18          | 21          | 14          | 33          | 31          | -           |  |
| 2007  | Carry On                              | - Sortie : 28 mai 2007 - Label : Interscope Records - Format : LP, CD                     | 17          | 27          | -           | 62          | 25          | 131         |  |
| 2009  | Scream                                | - Sortie : 10 mars 2009 - Label : Interscope Records - Format : CD, Téléchargement        | 10          | -           | 13          | 46          | 70          | -           |  |
| 2015  | Higher Truth                          | - Sortie : 18 septembre 2015 - Label : Universal Music Group - Format : LP, CD            | 19          | 21          | 16          | 77          | 37          | -           |  |
| 2020  | No One Sings Like You Anymore, Vol. 1 | - Sortie : 11 décembre 2020 - Label : Universal Music Group - Format : CD, Téléchargement | 78          | -           | -           | 26          | -           | -           |  |

### Album live
| Année | Titre    | Détails                                                           | Classements | Classements |  |
| Année | Titre    | Détails                                                           | US          | AU          |  |
| ----- | -------- | ----------------------------------------------------------------- | ----------- | ----------- |  |
| 2011  | Songbook | - Sortie : 21 novembre 2011 - Label : Universal - Format : LP, CD | 69          | 21          |  |

### Compilations
| Année | Titre                                      | Détails                                                                           | Classements | Classements | Classements | Classements |  |
| Année | Titre                                      | Détails                                                                           | US          | AU          | CA          | DE          |  |
| ----- | ------------------------------------------ | --------------------------------------------------------------------------------- | ----------- | ----------- | ----------- | ----------- |  |
| 2007  | The Roads We Choose – A Retrospective (en) | - Sortie : mars 2007 - Label : Interscope - Format : CD                           | -           | -           | -           | -           |  |
| 2018  | Chris Cornell (en)                         | - Sortie : 16 novembre 2018 - Label : Universal - Format : CD, LP, Téléchargement | 67          | 53          | 92          | 39          |  |

## EPs
| Année | Titre                    | Détails                                                                   | Classements |  |
| Année | Titre                    | Détails                                                                   | US          |  |
| ----- | ------------------------ | ------------------------------------------------------------------------- | ----------- |  |
| 1992  | Poncier                  | - Sortie : 1992 - Label : Real Clever - Format : CD                       | -           |  |
| 2009  | Part of Me Remix EP (en) | - Sortie : 26 mai 2009 - Label : Interscope - Format : Téléchargement     | -           |  |
| 2011  | Songbook EP 1 (Live)     | - Sortie : 2 novembre 2011 - Label : Universal - Format : Téléchargement  | 143         |  |
| 2011  | Songbook EP 2 (Live)     | - Sortie : 16 novembre 2011 - Label : Universal - Format : Téléchargement | -           |  |

## Singles
| Année | Titre                              | Classements | Classements | Classements  | Classements | Classements | Classements | Classements | Album                         | Certifications                                                   |
| Année | Titre                              | US          | US Alt Air  | US Main Rock | CA          | DE          | UK          | FR          | Album                         | Certifications                                                   |
| ----- | ---------------------------------- | ----------- | ----------- | ------------ | ----------- | ----------- | ----------- | ----------- | ----------------------------- | ---------------------------------------------------------------- |
| 1998  | Sunshower                          | -           | -           | 8            | -           | -           | -           | -           | De grandes espérances         |                                                                  |
| 1999  | Flutter Girl                       | -           | -           | -            | -           | -           | -           | -           | Euphoria Morning              |                                                                  |
| 1999  | Can't Change Me (en)               | -           | 7           | 5            | 77          | -           | 62          | -           | Euphoria Morning              |                                                                  |
| 2000  | Preaching the End of the World     | -           | -           | -            | -           | -           | -           | -           | Euphoria Morning              |                                                                  |
| 2006  | You Know My Name                   | 79          | -           | -            | -           | 15          | 7           | 51          | Carry On                      | - BPI Royaume-Uni : Or (40 mille) - IFPI Danemark : Or (4 mille) |
| 2007  | No Such Thing (en)                 | -           | -           | 33           | -           | -           | -           | -           | Carry On                      |                                                                  |
| 2007  | Arms Around Your Love (en)         | -           | -           | -            | -           | -           | -           | -           | Carry On                      |                                                                  |
| 2007  | She'll Never Be Your Man (en)      | -           | -           | -            | -           | -           | -           | -           | Carry On                      |                                                                  |
| 2007  | Billie Jean                        | -           | -           | -            | 72          | -           | 77          | -           | Carry On                      |                                                                  |
| 2008  | Long Gone                          | -           | -           | -            | -           | -           | -           | -           | Scream                        |                                                                  |
| 2008  | Watch Out                          | -           | -           | -            | 79          | -           | -           | -           | Scream                        |                                                                  |
| 2008  | Ground Zero                        | -           | -           | -            | -           | -           | -           | -           | Scream                        |                                                                  |
| 2008  | Scream (en)                        | -           | -           | -            | -           | -           | -           | -           | Scream                        |                                                                  |
| 2009  | Part of Me (en)                    | -           | -           | -            | -           | 24          | 78          | -           | Scream                        |                                                                  |
| 2011  | The Keeper                         | -           | -           | -            | -           | -           | -           | -           | Songbook                      |                                                                  |
| 2015  | Nearly Forgot My Broken Heart (en) | -           | 18          | 2            | -           | -           | -           | -           | Higher Truth                  |                                                                  |
| 2016  | Til the Sun Comes Back Around      | -           | -           | -            | -           | -           | -           | -           | 13 Hours                      |                                                                  |
| 2016  | Nothing Compares 2 U               | -           | -           | 34           | -           | -           | -           | -           |                               |                                                                  |
| 2017  | The Promise (en)                   | -           | -           | -            | -           | -           | -           | -           | La Promesse                   |                                                                  |
| 2018  | When Bad Does Good (en)            | -           | -           | -            | -           | -           | -           | -           | Chris Cornell (en)            |                                                                  |
| 2020  | Patience                           | -           | 25          | 1            | -           | -           | -           | -           | No One Sings Like You Anymore |                                                                  |

## Bandes originales de film
Sauf indication contraire, les informations mentionnées dans cette section peuvent être confirmées par la base de données cinématographiques IMDb,  présente dans la section « Liens externes ».
| Année | Titre                                                                      | Album                                          |  |
| ----- | -------------------------------------------------------------------------- | ---------------------------------------------- |  |
| 1992  | Seasons                                                                    | Singles                                        |  |
| 1994  | Like suicide, version acoustique                                           | SFW                                            |  |
| 1998  | Sunshower                                                                  | De grandes espérances                          |  |
| 2000  | Mission 2000                                                               | Mission: Impossible 2                          |  |
| 2006  | You Know My Name                                                           | Carry On, extrait du film Casino Royale        |  |
| 2007  | Disappearing Act                                                           | Carry On, extrait du film Bug                  |  |
| 2011  | The Keeper                                                                 | Songbook, extrait du film Machine Gun Preacher |  |
| 2013  | Misery Chain                                                               | Twelve Years a Slave en duo avec Joy Williams  |  |
| 2016  | Stay with Me (en)                                                          | Vinyl (série télévisée)                        |  |
| 2016  | Drive My Car                                                               | Beat Bugs, série TV                            |  |
| 2016  | Til The Sun Comes Back Around                                              | 13 Hours                                       |  |
| 2017  | The Promise (en)                                                           | La Promesse                                    |  |
| 2017  | Nowhere but you, Spoon Man, Flutter girl, Missing, Ferry Boat, Score Piece | réédition de Singles                           |  |

## Collaborations
| Année | Titre | Album                                              | Groupe                                                                                              |  |
| 1986  | We’re The Center for Disease Control Boys (chant et batterie)                                             |                                                    | Center for Disease Control Boys,                                                                    |  |
| 1991  | | Uncle Anesthesia (en) (coproducteur)               | Screaming Trees                                                                                     |  |
| 1992  | Right Turn (chant)                                                                                        | Sap                                                | Alice in Chains                                                                                     |  |
| 1992  | The Message (co-auteur)                                                                                   | Cuatro                                             | Flotsam and Jetsam                                                                                  |  |
| 1993  | Hey Baby (New Rising Sun) (chant)                                                                         | Stone Free: A Tribute to Jimi Hendrix (en)         | M.A.C.C.                                                                                            |  |
| 1994  | Stolen Prayer et Unholy War (auteur)                                                                      | The Last Temptation                                | Alice Cooper                                                                                        |  |
| 1997  | Ave Maria (chant)                                                                                         | A Very Special Christmas, Vol. 3 (en) (chant)      | en duo avec Eleven                                                                                  |  |
| 1998  | Someone to Die For, Heart of Honey (chant et co-auteur)                                                   |                                                    | avec Eleven                                                                                         |  |
| 2004  | (What's So Funny 'Bout) Peace, Love, and Understanding (chant)                                            | Axis of Justice Concert Series Volume 1 (en)       | en duo avec Maynard James Keenan                                                                    |  |
| 2008  | Hunger Strike et Crawling (chant)                                                                         | Projekt Revolution                                 | en duo avec Linkin Park                                                                             |  |
| 2008  | Light On (en) (co-auteur)                                                                                 | David Cook (en)                                    | David Cook                                                                                          |  |
| 2009  | Mister Dirt (chant)                                                                                       | Good.Night.Melody                                  | Joshua David Lewis                                                                                  |  |
| 2009  | I Promise It's Not Goodbye (chant et co-auteur),                                                          |                                                    | |  |
| 2010  | Promise (chant et co-auteur)                                                                              | Slash                                              | Slash                                                                                               |  |
| 2010  | Whole Lotta Love (chant)                                                                                  | Guitar Heaven                                      | en duo avec Santana                                                                                 |  |
| 2010  | Lies (chant)                                                                                              | Third and double                                   | en duo avec Gabin                                                                                   |  |
| 2011  | Island of Summer (chant et co-auteur)                                                                     | Melodies & Dreams                                  | en duo avec Andrew Wood                                                                             |  |
| 2012  | All I Have to Do Is Dream (chant)                                                                         | AM/FM                                              | en duo avec Rita Wilson                                                                             |  |
| 2015  | Long Gone Day, River of Deceit, I Don't Know Anything (chant), Call Me Dog, Reach Downn (chant et auteur) | Sonic Evolution / January 30, 2015 / Benaroya Hall | avec Mike McCready, Barrett Martin, Duff McKagan, Sean Kinney et l'Orchestre symphonique de Seattle |  |
| 2015  | Heavy Is the Head (en) (chant et auteur)                                                                  | Jekyll + Hyde                                      | en duo avec Zac Brown Band                                                                          |  |
| 2018  | Nothing Compares 2 U (chant et producteur)                                                                |                                                    | en duo Toni Cornell                                                                                 |  |
| 2018  | You Never Knew My Mind (chant et co-auteur)                                                               | Forever Words (en)                                 | en hommage à Johnny Cash                                                                            |  |
| 2019  | Far Away Places (producteur)                                                                              |                                                    | Toni Cornell,                                                                                       |  |

## Clips
Sauf indication contraire, les informations mentionnées dans cette section peuvent être confirmées par la base de données cinématographiques IMDb,  présente dans la section « Liens externes ».
| Année | Titre                          | Réalisateur                 | Album                         |  |
| ----- | ------------------------------ | --------------------------- | ----------------------------- |  |
| 1999  | Can't Change Me                | Johan Renck                 | Euphoria Morning              |  |
| 2000  | Preaching the End of the World | Chris Cornell               | Euphoria Morning              |  |
| 2006  | You Know My Name               | Michael Haussman            | Carry On                      |  |
| 2007  | No Such Thing                  | Fernando Apodaca            | Carry On                      |  |
| 2007  | Arms Around Your Love          |                             | Carry On                      |  |
| 2008  | Watch Out (live)               |                             | Scream                        |  |
| 2009  | Ground Zero                    |                             | Scream                        |  |
| 2009  | Part of Me                     | Alan Ferguson               | Scream                        |  |
| 2009  | Scream                         | Henk                        | Scream                        |  |
| 2009  | Long Gone                      | Matt Alonzo                 | Scream                        |  |
| 2011  | The Keeper                     |                             |                               |  |
| 2015  | Nearly Forgot My Broken Heart  | Jessie Hill                 | Higher Truth                  |  |
| 2017  | The Promise                    | Meiert Avis et Stefan Smith | La Promesse                   |  |
| 2018  | When Bad Does Good             | Kevin Kerslake              | Chris Cornell (en)            |  |
| 2020  | Patience                       | Josh Graham                 | No One Sings Like You Anymore |  |